# Nawino
Nawino (deutsch Naffin) ist ein Dorf der Woiwodschaft Westpommern in Polen. Es gehört zur Gemeinde Białogard im Powiat Białogardzki.

## Geographische Lage
Nawine liegt sechs Kilometer südlich von Białogard am linken Ufer der Mogilica (Muglitz) nahe der Bahnstrecke Stettin – Danzig. Die nächstgelegene Bahnstation ist Białogard. Das Dorf ist auf einer Nebenstraßenverbindung über Czarnowęsy (Zarnefanz) erreichbar.

## Geschichte
Naffin, das ehemalige Ritterguts- und Bauerndorf, auch Navin genannt, war ursprünglich ein Lehen derer von Hechthausen. Ende des Dreißigjährigen Krieges war Henning Hechthausen Gutsbesitzer, und im Dorf lebten nach großen Zerstörungen nur 28 Einwohner.
Bis 1945 gehörte das Bauerndorf Gippe, vier Kilometer oberhalb an der Muglitz gelegen, zur Gemeinde Naffin. Im Jahre 1817 erwarb Eckhard von der Lühe das 397 Hektar große Gut Naffin, das 1887 an den Justitiarrat Oskar Wilde aus Naumburg (Saale) ging. Dessen Enkel Curt war der letzte Eigentümer vor 1945.
1939 lebten in der 682,2 Hektar umfassenden Gemeinde 224 Menschen in 58 Haushaltungen. Die meisten waren in der Land- und Forstwirtschaft tätig.
Naffin gehörte bis 1945 zum Landkreis Belgard (Persante) und bildete mit den Gemeinden Boissin, Ristow und Zarnefanz das Amt Zarnefanz. Dieses wiederum gehörte mit dem Amt Grüssow zum Standesamtsbezirk Lenzen. Zuständiges Amtsgericht war Belgard.
Am 7. März 1945 wurden Naffin und Gippe von sowjetischen Truppen besetzt. Bürgermeister Hermann Scheiwe wurde erschossen. Wenige Monate später begann die Vertreibung der ansässigen Bevölkerung. Naffin kam zu Polen und wurde als Nawino Teil der Gemeinde Białogard.

## Kirche
Naffin war bis 1945 Teil der Kirchengemeinde Zarnefanz, die ihrerseits mit den Kirchengemeinden Lenzen und Boissin das Kirchspiel Lenzen bildete. Es lag im Kirchenkreis Belgard in der Kirchenprovinz Pommern der evangelischen Kirche der Altpreußischen Union.
Im Jahre 1940 zählte das Kirchspiel Lenzen 2019 Gemeindeglieder, von denen 570 zur Kirchengemeinde Zarnefanz (mit Naffin) gehörten.
Heute gehört Nawino zur Parafia Koszalin (Köslin) in der Diözese Pommern-Großpolen der Evangelisch-Augsburgischen Kirche in Polen.

## Schule
Das Schulgebäude stammte aus dem Jahre 1914. In ihm waren die einklassige Volksschule und eine geräumige Dachwohnung für den Lehrer untergebracht. Im Jahre 1932 besuchten 21 Kinder aus Naffin die Schule, während die Kinder aus Gippe zum Unterricht in das näher gelegene Zarnefanz gingen.